# Роккі Марчіано
Роккі Марчіано (англ. Rocky Marciano),справжнє ім'я боксера-Rocco Francis Marchegiano(Рокко Френсіс Маркеджано)(*1 вересня 1923, Броктон, Масачусетс — †31 серпня 1969, Де-Мойн, Айова) — американський боксер-важковаговик, п'ять років поспіль ставав чемпіоном світу (у 1952, 1953, 1954, 1955 та 1956); єдиний чемпіон світу у важкій вазі, який протягом своєї спортивної кар'єри не зазнав жодної поразки.

## Біографія
Рокко Френсіс Маркеджано (справжнє ім'я боксера) народився у штаті Массачусетс (США) у сім'ї італійських емігрантів, був найстаршим з шести дітей. У віці 18 місяців ледь не помер, захворівши на пневмонію, однак згодом видужав та повністю відновився. Відвідував Броктонську вищу школу. Батько, П'єріно Маркеджано, працював на фабриці, що займалася виготовленням взуття. Після закінчення школи Рокко пішов працювати, щоб допомогти батькам виконувати фінансові зобов'язання. Рокко Маркеджано був типовим американським хлопцем — грав у бейсбол та футбол, мріяв зробити кар'єру в одному з цих видів спорту. У 1943 році почав служити в американській армії інженером, був відправлений до Уельсу, звідки постійно переміщувався до Нормандії через Ла-Манш, а також до Німеччини та Центральної Європи. Після повернення з Європи був відправлений до Форт-Льюїса, що у Вашингтоні, звідти, у свою чергу, — до Тихоокеанського театру воєнних дій. Під час служби в армії почав займатися боксом — здебільшого для того, щоб уникнути чергувань на кухні. Однак і після звільнення у березні 1946 року продовжив займатися цим видом спорту. 15 квітня 1946 р. відбувся поєдинок тоді ще аматора Марчіано з боксером-важковаговиком з Нової Англії Генрі Лестером. На той момент Роккі був не у формі та виснажився вже в третьому раунді. Після поєдинку Марчіано був дискваліфікований через те, що завдав удару суперникові нижче пояса. Після цього він кинув пити й палити та почав поступово приводити себе у форму. У цьому ж 1946 році він виграв аматорський турнір з боксу, що був проведений в армії США. Після повернення з армії влітку 1946 р. почав грати у бейсбол з напівпрофесіональною командою «Тонтон Ламбер Тім» (Taunton Lumber Team). У березні 1947 р. розпочав професійну боксерську кар'єру, нокаутувавши боксера Лі Еперсона у третьому раунді. У цьому ж році Марчіано грав у бейсбольній команді «Chicago Cubs», однак змушений був піти з неї через те, що не міг зробити точний кидок м'яча до наступної бази. Після невдач у бейсболі подальші роки Марчіано присвятив боксу, повернувшись до Броктона та розпочавши тренування з давнім товаришем Еллі Коломбо. 
Навесні 1949 року Роккі Марчіано привернув до себе увагу перемогою нокаутом над першими шістнадцятьма суперниками. З 1949 по 1950 рр. Марчіано зустрічався з усе більш майстерними супротивниками, однак він переміг і їх, здебільшого нокаутом.
26 жовтня 1951 року Роккі Марчіано, маючи 37 перемог (32 з них нокаутом), здобув перемогу над найважчим суперником — Джо Луісом, нокаутувавши його у восьмому раунді. Після цієї перемоги Марчіано мав змішані почуття та навіть плакав у роздягальні Луіса, оскільки той був для Роккі не тільки суперником, а й кумиром. Тим не менш цей успіх зробив Марчіано одним з найпомітніших боксерів у важкій вазі. 
23 вересня 1952 р. Марчіано у Філадельфії зустрівся з черговим своїм суперником — Джерсі Джо Волкоттом, який до того часу відстояв титул чемпіона. Після важкої підготовки, що тривала всю ніч, Роккі здобув перемогу в 13 раунді, завдавши суперникові короткого удару правою рукою в щелепу і відправивши його в нокаут. У 1953 р. відбувся двобій-реванш між Марчіано та Волкоттом, однак Роккі знову здобув перемогу, відправивши суперника в нокаут уже в першому раунді. 
Роккі Марчіано шість разів захистив свій чемпіонський титул, деякі з його поєдинків фанати боксу вважають класикою цього виду спорту. У 1954 році відбувся драматичний поєдинок боксера з Еззардом Чарльзом, під час якого в шостому раунді останній розбив ніс Марчіано, так що секундант не міг зупинити кров. Хоча лікар, оглянувши травму Марчіано, наполягав на завершенні бою, Роккі вирішив продовжити поєдинок і в результаті відправив суперника в нокаут уже у восьмому раунді.
21 вересня 1955 р. відбувся останній поєдинок Роккі Марчіано — з боксером Арчі Муром, який завершився поразкою останнього: Марчіано відправив суперника в нокаут у дев'ятому раунді. Таким чином Роккі черговий раз відстояв свій чемпіонський титул.
27 квітня 1956 р. Марчіано завершив боксерську кар'єру. Причиною завершення кар'єри було бажання жити «нормальним життям» та проводити більше часу з дружиною та донькою, якій на той час виповнилося три роки. Марчіано з родиною переїхав до Форт-Лодердейла (Флорида), де почав займатися бізнесом. Як стверджує газета «The New York Times», сам Роккі визнав свій вчинок помилкою на фоні повернення у великий бокс його колишнього суперника Джо Луіса. Після завершення боксерської кар'єри Марчіано часто заробляв гроші присутністю на різних заходах.

### Аварія літака
31 серпня 1969 року (за день до свого 46-го дня народження) Марчіано був пасажиром невеликого приватного літака «Cessna 172», який летів  до Де-Мойна, штат Айова. Була ніч і погана погода. Пілот Гленн Белз мав 231 годину нальоту, 35 з них вночі, і не мав даних приладів. Белз намагався посадити літак на невеликому аеродромі за межами Ньютона, штат Айова, але літак врізався в дерево за дві милі від злітно-посадкової смуги. З Марчіано на задньому сидінні летів 28-річний Френкі Фаррелл, старший син діяча організованої злочинності Лью Фаррелла. Марчіано, Белз і Фаррелл загинули під час удару.
У звіті Національної ради з безпеки на транспорті говориться: «Пілот спробував виконати операцію, що перевищувала його досвід і рівень навичок, продовжував дотримуватись правил  візуального  польоту за несприятливих погодних умов і відчув просторову дезорієнтацію в останні моменти польоту». Марчіано летів, щоб виступити з промовою на підтримку сина свого друга, і де на нього чекало несподіване святкування дня народження. Він сподівався повернутися рано вранці на святкування свого 46-го дня народження з дружиною. Він повертався з вечері, з дома в Чикаго генерального директора STP Енді Гранателлі.
Марчіано похований у склепі на меморіальному кладовищі Форест Лон у Форт-Лодердейлі, штат Флорида. Його дружина Барбара Марчіано померла через п'ять років у віці 46 років від раку легенів і похована поруч з ним.

## Родина
Після смерті Роккі Марчіано у нього залишилися дружина Барбара та двоє дітей від їхнього шлюбу — Рокко Кевін та Мері-Енн.

## Феномен
Хоча Роккі Марчіано не вирізнявся серед інших боксерів-чемпіонів особливими навичками, швидкістю або силою, він легко компенсував це твердістю власного характеру та мужністю. Крім цього, боксер мав далеко не ідеальні фізичні параметри: він часто був меншим за своїх опонентів на зріст та мав не дуже довгі руки. Однак тренер Чарлі Ґолдман навчив Роккі перетворювати ці його недоліки на переваги. Деякі експерти визнають Марчіано найсильнішим серед усіх боксерів-важковаговиків, а також боксером з найтяжчими ударами. Спортивні журналісти відзначали також його схильність до усамітнення: в той час, коли інші боксери-чемпіони у важкій вазі проводили час разом, Марчіано залишався на самоті.

## Особисті досягнення
- У 1951 відправив у нокаут тогочасну легенду боксу — важковаговика Джо Луіса
- Виграв 49 поєдинків протягом своєї кар'єри, 43 з них — нокаутом
- У 1952, 1954 та 1955 був визнаний боксером року журналом «The Ring»
- Шість разів захистив свій титул чемпіона світу у важкій вазі (по два рази у 1953, 1954 та 1955), п'ять з них — нокаутом

## Визнання
У 1959 увійшов до Залу Слави боксу (англ. Ring Boxing Hall of Fame), у 1990 був посмертно включений до Міжнародного Залу Слави боксу (англ. International Boxing Hall of Fame).

## У популярній культурі
У 1999 на екрани вийшов американський телевізійний фільм «Роккі Марчіано» (режисер Чарлз Вінклер) — спортивна драма, в якій показано біографію непереможеного чемпіона у важкій вазі. Того ж року кінострічка завоювала премію Канадської Спілки Кінематографістів (англ. CSC Award) як найкраща телевізійна драма, у 2000 р. її було номіновано на премію «Золота Кіноплівка» (англ. Golden Reel Award) за найкращі спецефекти та звукове супроводження. Загалом про Роккі Марчіано було знято два фільми — перший під назвою «Марчіано» (режисер Бернард Л. Ковальскі) вийшов у 1979 р. у США.

## Поєдинки
| Дата              | Суперник              | Місце проведення | Результат |
| ----------------- | --------------------- | ---------------- | --------- |
| 17 березня 1947   | Лі Еперсон            | Голіоук          | Перемога  |
| 12 липня 1948     | Гаррі Бальцеріан      | Провіденс        | Перемога  |
| 19 липня 1948     | Джон Едвардс          | Провіденс        | Перемога  |
| 9 серпня 1948     | Боббі Квінн           | Провіденс        | Перемога  |
| 23 серпня 1948    | Едді Росс             | Провіденс        | Перемога  |
| 30 серпня 1948    | Джиммі Вікс           | Провіденс        | Перемога  |
| 13 вересня 1948   | Гамфрі Джексон        | Провіденс        | Перемога  |
| 20 вересня 1948   | Білл Гардеман         | Провіденс        | Перемога  |
| 30 вересня 1948   | Ґілберт Кердоун       | Вашингтон        | Перемога  |
| 4 жовтня 1948     | Боб Джефферсон        | Провіденс        | Перемога  |
| 29 листопада 1948 | Джеймс Патрік Коннолі | Провіденс        | Перемога  |
| 14 грудня 1948    | Джиллі Ферон          | Філадельфія      | Перемога  |
| 21 березня 1949   | Джонні Претзі         | Провіденс        | Перемога  |
| 28 березня 1949   | Арті Донато           | Провіденс        | Перемога  |
| 11 квітня 1949    | Джиммі Волз           | Провіденс        | Перемога  |
| 2 травня 1949     | Джиммі Еванс          | Провіденс        | Перемога  |
| 23 травня 1949    | Дон Моґард            | Провіденс        | Перемога  |
| 18 липня 1949     | Гаррі Гафт            | Провіденс        | Перемога  |
| 16 серпня 1949    | Піт Лаутіс            | Нью-Бедфорд      | Перемога  |
| 26 вересня 1949   | Томмі ДіДжорджо       | Провіденс        | Перемога  |
| 10 жовтня 1949    | Тед Лаурі             | Провіденс        | Перемога  |
| 7 листопада 1949  | Джо Домінік           | Провіденс        | Перемога  |
| 2 грудня 1949     | Пет Річардс           | Нью-Йорк         | Перемога  |
| 19 грудня 1949    | Філ Мускато           | Провіденс        | Перемога  |
| 30 грудня 1949    | Кермін Вінго          | Нью-Йорк         | Перемога  |
| 24 березня 1950   | Роланд Ла Старца      | Нью-Йорк         | Перемога  |
| 5 червня 1950     | Елдрідж Ітмен         | Провіденс        | Перемога  |
| 10 липня 1950     | Джино Буонвіно        | Бостон           | Перемога  |
| 18 вересня 1950   | Джонні Шкор           | Провіденс        | Перемога  |
| 13 листопада 1950 | Тед Лаурі             | Провіденс        | Перемога  |
| 18 грудня 1950    | Білл Вілсон           | Провіденс        | Перемога  |
| 29 січня 1951     | Кін Сіммонс           | Провіденс        | Перемога  |
| 20 березня 1951   | Гарольд Мітчелл       | Гартфорд         | Перемога  |
| 26 березня 1951   | Арт Генрі             | Провіденс        | Перемога  |
| 30 квітня 1951    | Вілліс Ред Еплігейт   | Провіденс        | Перемога  |
| 12 липня 1951     | Рекс Лейн             | Нью-Йорк         | Перемога  |
| 27 серпня 1951    | Фредді Бішор          | Бостон           | Перемога  |
| 26 жовтня 1951    | Джо Луіс              | Нью-Йорк         | Перемога  |
| 13 лютого 1952    | Лі Севолд             | Філадельфія      | Перемога  |
| 21 квітня 1952    | Джино Буонвіно        | Провіденс        | Перемога  |
| 12 травня 1952    | Берні Рейнольдс       | Провіденс        | Перемога  |
| 28 липня 1952     | Гаррі Метьюз          | Нью-Йорк         | Перемога  |
| 23 вересня 1952   | Джерсі Джо Уолкотт    | Філадельфія      | Перемога  |
| 15 травня 1953    | Джерсі Джо Уолкотт    | Чикаго           | Перемога  |
| 24 вересня 1953   | Роланд Ла Старца      | Нью-Йорк         | Перемога  |
| 17 червня 1954    | Еззард Чарльз         | Нью-Йорк         | Перемога  |
| 17 вересня 1954   | Еззард Чарльз         | Нью-Йорк         | Перемога  |
| 16 травня 1955    | Дон Коккелл           | Сан-Франциско    | Перемога  |
| 21 вересня 1955   | Арчі Мур              | Нью-Йорк         | Перемога  |